# Nadleśnictwo Marcule
Nadleśnictwo Marcule – samodzielna jednostka organizacyjna Lasów Państwowych w Regionalnej Dyrekcji Lasów Państwowych w Radomiu. Sprawuje zarząd nad lasami na terenie południowo-wschodnim województwa mazowieckiego. Obejmuje  zasięgiem teren trzech powiatów: lipski, radomski, zwoleński, oraz pięciu gmin (Rzeczniów, Sienno, Iłża, Wierzbica, Kazanów). Składa się z dwóch obrębów leśnych: Marcule oraz Małomierzyce.
Powierzchnia lasów państwowych w zarządzie Nadleśnictwa Marcule wynosi 11 636 ha. Nadleśnictwo sprawuje także nadzór nad lasami niepaństwowymi o powierzchni 4 249 ha.
Na terenie nadleśnictwa znajduje się Arboretum w Marculach. Siedzibą nadleśnictwa jest osada Marcule w powiecie radomskim w  gminie Iłża. W Nadleśnictwie Marcule ma przystanek Starachowicka Kolej Wąskotorowa.

## Skład drzewostanów
Na obszarze nadleśnictwa dominują drzewostany jednogatunkowe sosnowe, które obecnie są przebudowywane w kierunku drzewostanów mieszanych.
Skład gatunkowy:
- Sosna zwyczajna - 84,10%
- Dąb - 6,84%
- Brzoza - 2,28%
- Jodła pospolita - 2,18%
- Modrzew - 1,55%

W podszytach dominują graby i leszczyny. 